# Jean Alfonsetti
Jean Alfonsetti (10 de janeiro de 1908; data de morte desconhecida) foi um ciclista luxemburguês.
Competiu representando o Luxemburgo em duas provas do ciclismo de estrada nos Jogos Olímpicos de 1928, realizados em Amsterdã, Países Baixos.